# Miloš Veljković
Miloš Veljković, född 26 september 1995 i Basel, Schweiz, är en serbisk fotbollsspelare (mittback) som spelar för Werder Bremen och Serbiens landslag.

## Klubbkarriär
Den 1 februari 2016 värvades Veljković av tyska Werder Bremen, där han skrev på ett 3,5-årskontrakt.

## Landslagskarriär
Veljković debuterade för Serbiens landslag den 11 november 2017 i en 2–0-vinst över Kina, där han blev inbytt i den 73:e minuten mot Branislav Ivanović. I november 2022 blev Veljković uttagen i Serbiens trupp till VM 2022.